# SMS Seeadler (1888)
SMS Seeadler – niemiecki okręt żaglowy z okresu I wojny światowej, trzymasztowa fregata. Zwodowany w 1888 roku i używany przez amerykańskiego armatora jako żaglowy statek handlowy (windjammer) „Pass of Balmaha”, został zdobyty przez Niemcy i w 1916 przekształcony na rajder. Jako „Seeadler” w czasie 225-dniowego rejsu zatopił 15 statków, zatonął 2 sierpnia 1917 w Polinezji Francuskiej.

## Pass of Balmaha
Zwodowany jako „Pass of Balmaha” przez stocznię Robert Duncan Company w szkockim Glasgow w 1888 roku. Pełnorejowy trójmasztowy windjammer o stalowym kadłubie, o wyporności 1571 BRT. Zbudowany dla armatora amerykańskiego Harris-Irby Cotton Company z Bostonu.
Statek opuścił port w Nowym Jorku w czerwcu 1915 z zamiarem dopłynięcia do Archangielska z ładunkiem bawełny dla Rosji, dokąd nie dotarł, zatrzymany 21 lipca przez brytyjski krążownik pomocniczy „Victorian” u wybrzeży norweskich. Po inspekcji kapitan krążownika, wskutek podejrzenia przemytu, nakazał amerykańskiemu kapitanowi Scottowi obrać kurs na Kirkwall w archipelagu Orkadów w celu kontroli. Dla zabezpieczenia wykonania rozkazu na pokładzie żaglowca pozostawiono oficera i sześciu marynarzy.
Wbrew woli kapitana Scotta, brytyjski oficer nakazał zastąpienie neutralnej flagi USA banderą brytyjską, co czyniło statek jednostką należącą do strony biorącej udział w wojnie. Wkrótce potem żaglowiec został 24 lipca przechwycony i zatrzymany przez niemiecki okręt podwodny U-36 na Morzu Północnym. Pragnąc uniknąć konfiskaty jednostki, Scott nakazał Brytyjczykom ukryć się w ładowni i ponownie postawił flagę amerykańską. Dowódca U-36, kapitan Ernst Gräff jednak rozkazał wywiesić na żaglowcu banderę niemieckiej floty wojennej i obrać kurs na Cuxhaven w celu dalszej inspekcji. Na pokładzie pozostawiono tylko jednego marynarza niemieckiego. Marynarze amerykańscy, obawiając się próby odbicia statku i rozlewu krwi, uwięzili Brytyjczyków w ładowni. Warto zaznaczyć, że później tego samego dnia U-36 został zatopiony.
„Pass of Balmaha” dopłynął 28 lipca bez przeszkód do Cuxhaven, gdzie skonfiskowano jednostkę oraz jej ładunek. Kapitan Scott ujawnił brytyjskich marynarzy Niemcom, którzy ich uwięzili. W zamian za współpracę, Amerykanie zyskali prawo udania się do państwa neutralnego, jednak statek został przejęty przez niemiecką marynarkę wojenną.

## SMS „Seeadler”

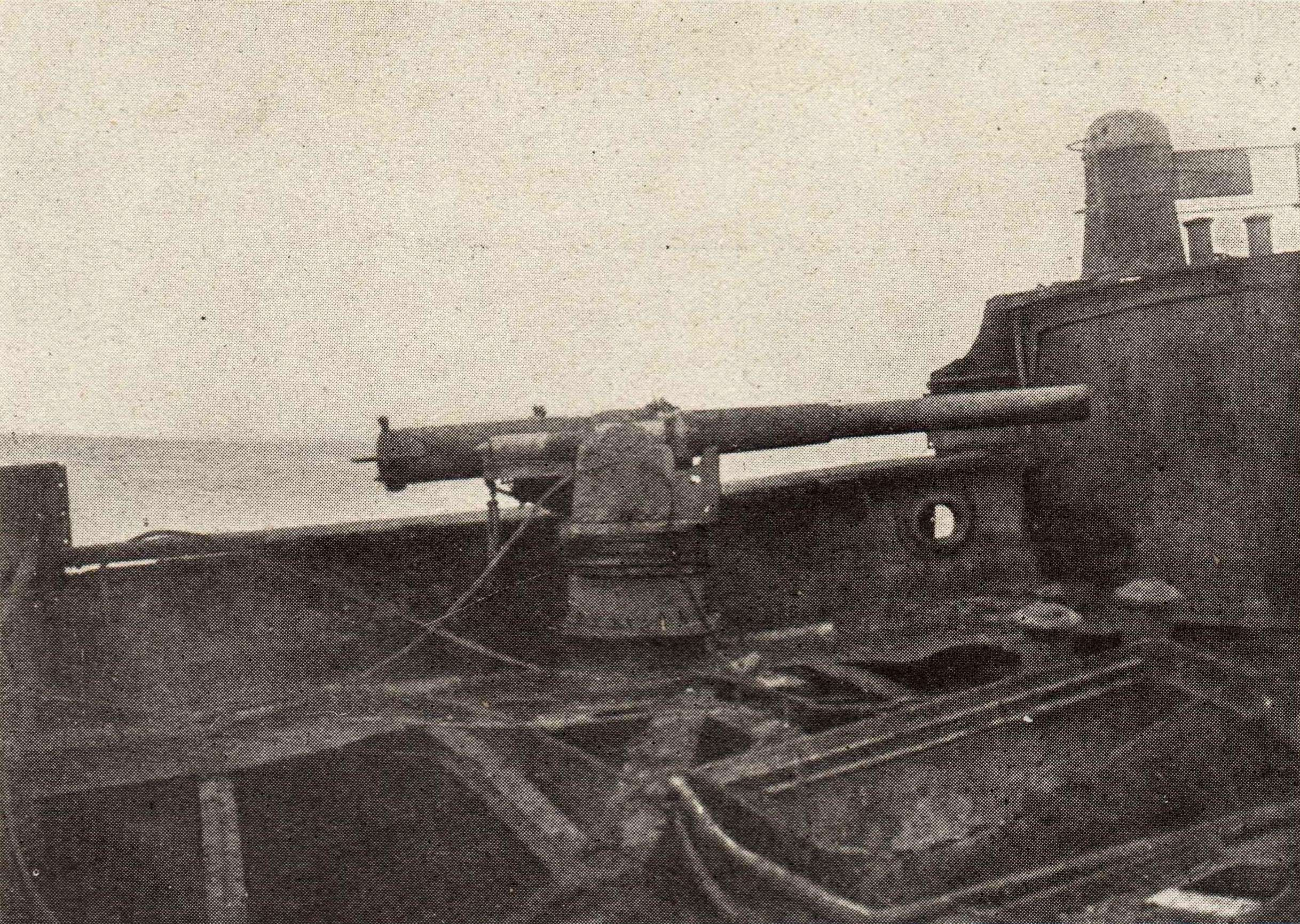
Działo kal. 105 mm na pokładzie SMS „Seeadlera”

W 1916 niemiecka flota była poddana blokadzie alianckiej na Morzu Północnym oraz borykała się z problemem braku zaopatrzenia w węgiel w bazach zamorskich. Sytuacja ta legła u podstawy decyzji o użyciu żaglowców jako okrętów wojennych. Zdobyty żaglowiec przez prawie rok pozostawał bezczynnie w Hamburgu, po czym w lipcu 1916 roku pod tymczasową nazwą „Walter” został skierowany do stoczni J.C. Tecklenborg A.G. w Geestemünde celem adaptacji na rajdera. Otrzymał ostatecznie nazwę „Seeadler” (niem. Bielik)
„Seeadler” został wyposażony w wysokoprężny silnik pomocniczy o mocy 900 KM, ukryte schowki na broń, pomieszczenia dla powiększonej załogi i jeńców, oraz dwa działa kal. 105 mm, zainstalowane na lukach ładowni, które zamaskowano pod ładunkiem pokładowym drewna. Uzbrojenie uzupełniały dwa ukryte ciężkie karabiny maszynowe i broń palna załogi. Przejęcia statków były dokonywane bez zbędnej przemocy, uzbrojenie okrętu było w czasie jego korsarskiej kariery używane rzadko, a statki były zatapiane dopiero po zabezpieczeniu ich załóg. We wszystkich incydentach była jedna przypadkowa ofiara śmiertelna.

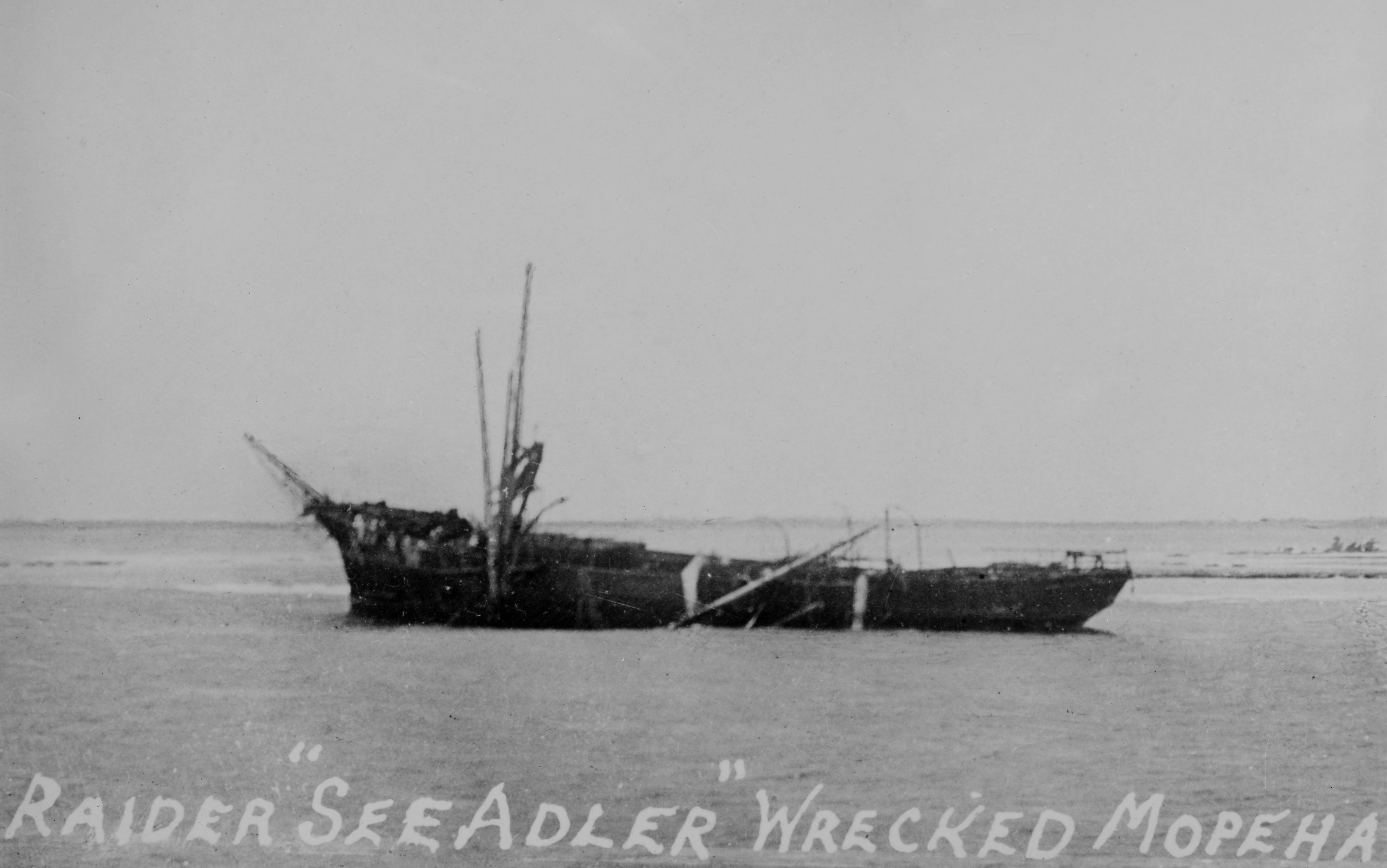
Wrak „Seeadlera”

21 grudnia 1916 pod dowództwem weterana bitwy jutlandzkiej kapitana Felixa von Lucknera „Seeadler” wyruszył w swój pierwszy rejs jako neutralny norweski statek z ładunkiem drewna i mimo brytyjskiej inspekcji (kapitan pracował wcześniej na norweskim statku, zamustrowano też członków załogi mówiących po norwesku) przeszedł przez blokadę. 25 grudnia został zatrzymany między Islandią a Wyspami Owczymi przez brytyjski krążownik pomocniczy HMS „Avenger”, który podczas inspekcji nie zauważył niczego podejrzanego. Był to ostatni wysłany niemiecki rajder podczas wojny. W czasie trwającego 225 dni rejsu przechwycił i zatopił 15 statków na Atlantyku i Pacyfiku. Wyjątkiem był francuski bark „Cambronne”, przejęty i zwolniony 21 marca, na którego pokład przekazał wiezionych przez siebie jeńców, którzy bezpiecznie przybyli do Rio de Janeiro w Brazylii 30 marca 1917.
Bojowy rejs „Seeadlera” zakończył się zatonięciem 2 sierpnia 1917 roku na rafie, na którą zakotwiczony okręt został rzucony przez dużą falę u wybrzeża wyspy Mopelia 450 km od Tahiti w archipelagu Wysp Towarzystwa należącym do Polinezji Francuskiej. Według innej wersji jednego z jeńców, wejście na rafę zostało spowodowane przez nieumiejętne manewrowanie. Cała załoga, 46 jeńców, broń i zaopatrzenie zostało uratowane. Luckner wraz z pięcioma marynarzami popłynął na Fidżi z zamiarem zdobycia innego okrętu. Mimo iż przedstawili się jako rozbitkowie z norweskiego statku, zostali pojmani i uwięzieni. Pozostała załoga opanowała 126-tonowy francuski szkuner „Lutece” 5 września 1917, któremu nadali nową nazwę „Fortuna” i na jego pokładzie udali się na Wyspę Wielkanocną, gdzie po zejściu na ląd 4 października zostali internowani przez chilijskie władze.
Owiany sławą kapitan von Luckner zyskał przydomek diabeł morski. Został przewieziony do Nowej Zelandii, przybywając 7 października 1917 do Auckland i następnie wysłany na wyspę Motuihe, z której uciekł wraz z towarzyszami na łodzi 13 grudnia, zyskując tym czynem dodatkową popularność.

## Przejęte statki

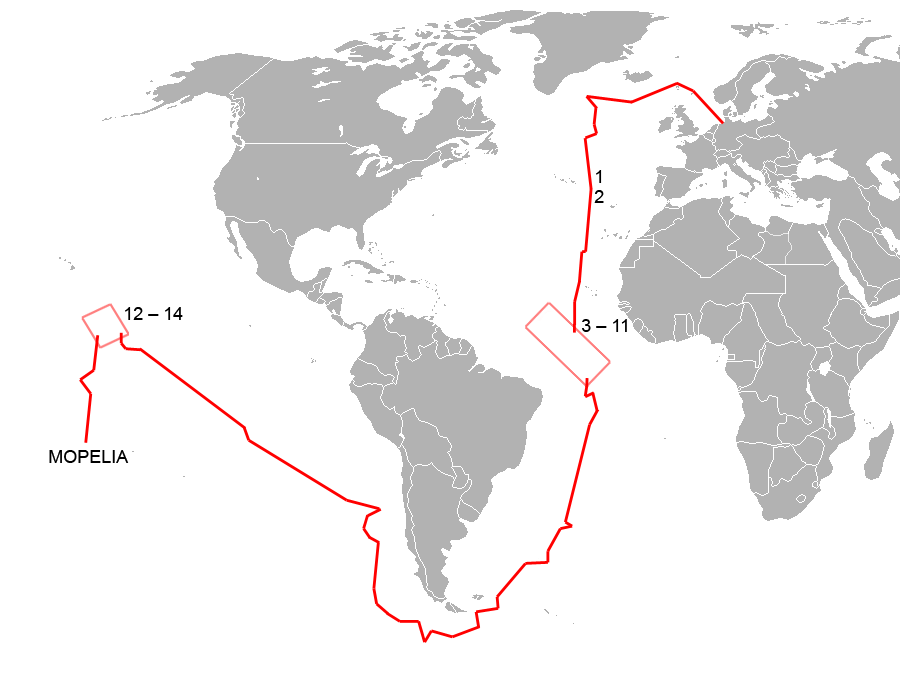
Mapa rejsu Seeadlera i pozycje statków (1–2 Północny Atlantyk, 3–11 Środkowy Atlantyk, 12–14 Pacyfik)

Między 21 grudnia 1916 a 8 września 1917 „Seeadler” przejął szesnaście statków o łącznym tonażu 30 099 BRT. Jeśli nie wskazano inaczej, były to parowce.
- „Gladis Royle”, 3268 BRT, przejęty i zatopiony 9 stycznia 1917.
- „Lundy Island”, 3095 BRT, przejęty i zatopiony 10 stycznia 1917.
- „Charles Gounod”, 2199 BRT, francuski bark, przejęty i zatopiony 21 stycznia 1917.
- „Perce”, 364 BRT, szkuner, przejęty i zatopiony 24 stycznia 1917.
- „Antonin”, 3071 BRT, francuski bark, przejęty i zatopiony 3 lutego 1917.
- „Buenos Ayres”, 1811 BRT, włoski żaglowiec, przejęty i zatopiony 9 lutego 1917.
- „Pinmore”, 2431 BRT, szkuner przejęty 19 lutego 1917, po przeniesieniu z jego pokładu zaopatrzenia zatopiony.
- „British Yeoman”, 1953 BRT, bark żaglowy, przejęty i zatopiony 26 lutego 1917.
- „La Rochefoucauld”, 2200 BRT, francuski bark, przejęty i zatopiony 27 lutego 1917.
- „Dupleix”, 2206 BRT, francuski bark, przejęty i zatopiony 5 marca 1917.
- „Horngarth”, 3609 BRT, przejęty i zatopiony 11 marca 1917.
- „Cambronne”, 1833 BRT, francuski bark, przejęty i zwolniony 21 marca, przybył do Rio de Janeiro 30 marca 1917.
- „A.B. Johnson”, 529 BRT, amerykański szkuner przejęty i zatopiony 14 czerwca 1917.
- „R.C. Slade”, 673 BRT, amerykański szkuner przejęty i zatopiony 18 czerwca 1917.
- „Manila”, 731 BRT, amerykański szkuner przejęty i zatopiony 8 lipca 1917.
- „Lutece” - opis wyżej.